# Алмерија
Алмерија је лучки град аутономне заједнице Андалузија и главни град покрајине Алмерије у јужној Шпанији и налази се у широком средоземном заливу. Алмерија подсећа на северноафричке градове: има узане улице, старе беле куће, баште и алеје палми. Такође је и главни град истоимене покрајине.

## Географија
Градске четврти овог средоземног града се веома разликују. На западу живе Роми, посебно у четврти Ла Чанка, у веома лошим условима, делимично у пећинама. У другим проблематичним четвртима на западу града изражена је дрога и проституција, а остатак града релативно је миран изузев малог криминала.

### Клима
Алмерија је град са највише сунчаних сати у години у Шпанији, скоро 3.000. Годишња просечна температура је око 18ºС, 19ºС, а зими је температура воде већа од температуре ваздуха. Често дува јак ветар.
| Клима (Алмерија)           | Клима (Алмерија) | Клима (Алмерија) | Клима (Алмерија) | Клима (Алмерија) | Клима (Алмерија) | Клима (Алмерија) | Клима (Алмерија) | Клима (Алмерија) | Клима (Алмерија) | Клима (Алмерија) | Клима (Алмерија) | Клима (Алмерија) | Клима (Алмерија) |
| Показатељ \ Месец          | .Јан.            | .Феб.            | .Мар.            | .Апр.            | .Мај.            | .Јун.            | .Јул.            | .Авг.            | .Сеп.            | .Окт.            | .Нов.            | .Дец.            | .Год.            |
| -------------------------- | ---------------- | ---------------- | ---------------- | ---------------- | ---------------- | ---------------- | ---------------- | ---------------- | ---------------- | ---------------- | ---------------- | ---------------- | ---------------- |
| Средњи максимум, °C (°F)   | 16,9 (62,4)      | 17,7 (63,9)      | 19,2 (66,6)      | 21,0 (69,8)      | 23,6 (74,5)      | 27,3 (81,1)      | 30,3 (86,5)      | 30,7 (87,3)      | 28,3 (82,9)      | 24,3 (75,7)      | 20,4 (68,7)      | 17,0 (62,6)      | 23,1 (73,6)      |
| Средњи минимум, °C (°F)    | 8,2 (46,8)       | 8,8 (47,8)       | 10,1 (50,2)      | 11,9 (53,4)      | 14,6 (58,3)      | 18,2 (64,8)      | 21,1 (70)        | 22,0 (71,6)      | 19,6 (67,3)      | 15,7 (60,3)      | 12,0 (53,6)      | 9,4 (48,9)       | 14,3 (57,7)      |
| Количина падавина, mm (in) | 23 (9,1)         | 21 (8,3)         | 15 (5,9)         | 20 (7,9)         | 14 (5,5)         | 10 (3,9)         | 1 (0,4)          | 1 (0,4)          | 12 (4,7)         | 28 (11)          | 28 (11)          | 23 (9,1)         | 196 (77,2)       |
| [ тражи се извор ]         |                  |                  |                  |                  |                  |                  |                  |                  |                  |                  |                  |                  |                  |

## Историја
Име града изведено је из арапског језика и значи огледало мора. Алмерију је основао Абд ар-Рахман III 955. године као главну луку својег великог царства. Године 1489. освојили су га каталонски владари Фердинанд и Изабела у време реконкисте. 16. век је за Алмерију био век великих природних непогода. Град је доживео најмање четириземљотреса од који је онај у 1522. био највећи. Осим тога, у сваком веку било је редовних напада Пирата који су се задржали до 18. века. Тада су људи који су становали на обали углавном одвођени у ропство.

## Становништво
Према процени, у граду је 2008. живело 187.521 становника.

| 1981.   | 1989.   | 1991.   | 2001.   | 2002.   |
| ------- | ------- | ------- | ------- | ------- |
| 140.745 | 155.120 | 155.120 | 166.328 | 166.328 |

## Култура
Велики део града уништен је у 16. веку, тако да Алмерија нема неки посебан културни значај. Универзитет града је уз помоћ европске донације основан 1993. године са комплет новом опремом. Алмерија има доста студената (око 15.000) који углавном живе у четвртима на истоку и у центру града.

## Привреда
У привредном погледу град је дуго заостајао. Лука града Алмерије је значајна за извоз разних производа из покрајине, као и минералних продуката из Сиера де Аламиља.

## Партнерски градови
- Ел Ајун
- Мелиља
- Оваље
- Кочабамба
- Раштат
- Нојвид
- Оран
- Булоњ Бијанкур
- Каспе
- Хака